# Alcuetas

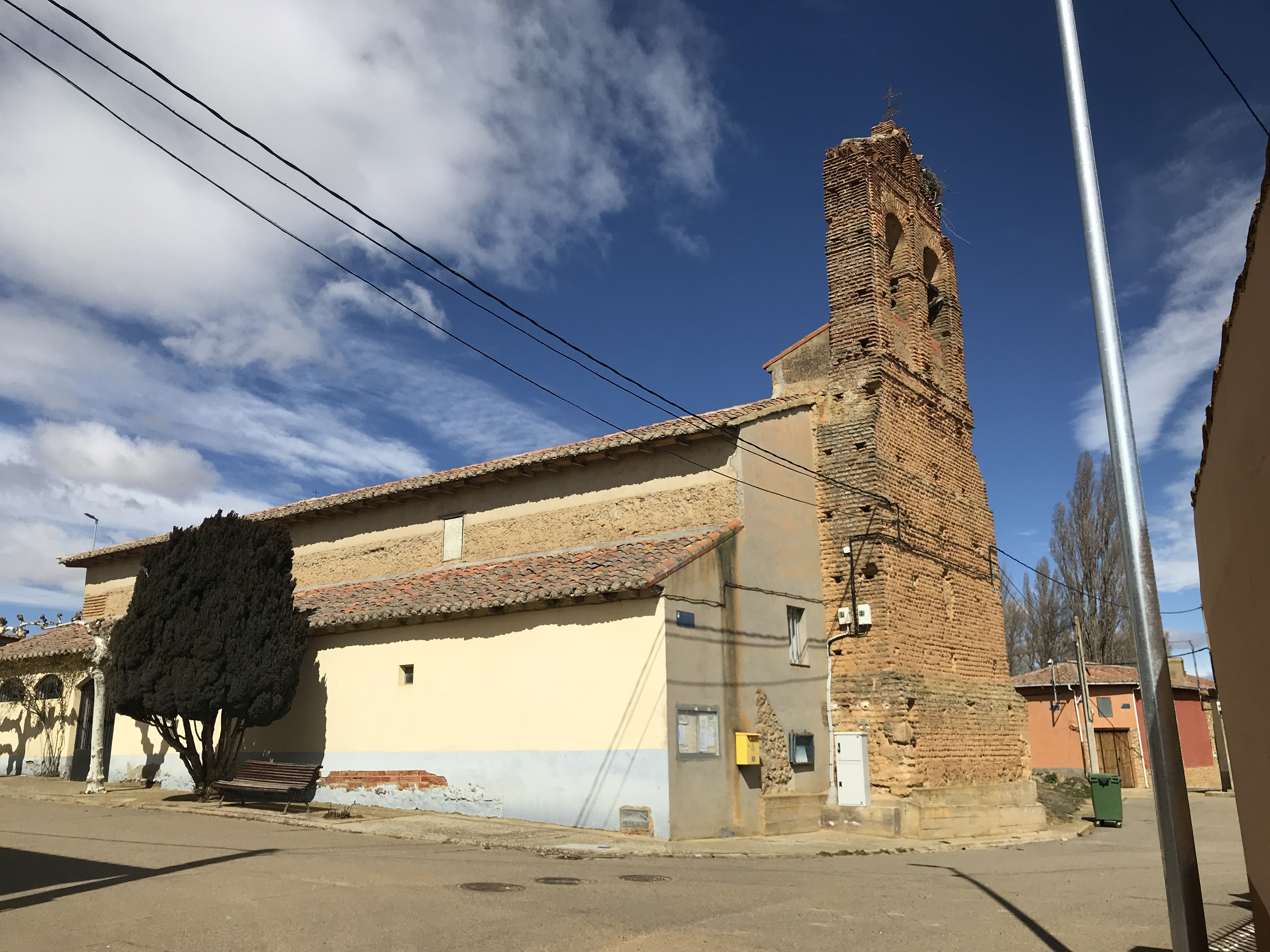
Iglesia de Alcuetas

Alcuetas es una villa española del municipio de Villabraz, al sureste de la provincia de León, comunidad autónoma de Castilla y León. Está situada a 8 kilómetros de la localidad de Valencia de Don Juan, el principal núcleo de cabecera de la zona.

## Demografía
Evolución de la población
Sufre de manera grave el proceso de despoblación del medio rural ya que en poco más de 20 años ha pedido 40 habitantes, dos tercios de su población del año 2000.
Entre 2003 y 2005 frenó la caída e incluso aumentó levemente la población en parte por el empadronamiento de algunos "hijos del pueblo".[cita requerida]
| Gráfica de evolución demográfica de Alcuetas entre 2000 y 2021     |
|                                                                    |
| Población de derecho (2000-2021) según el padrón municipal del INE |

## Fiestas

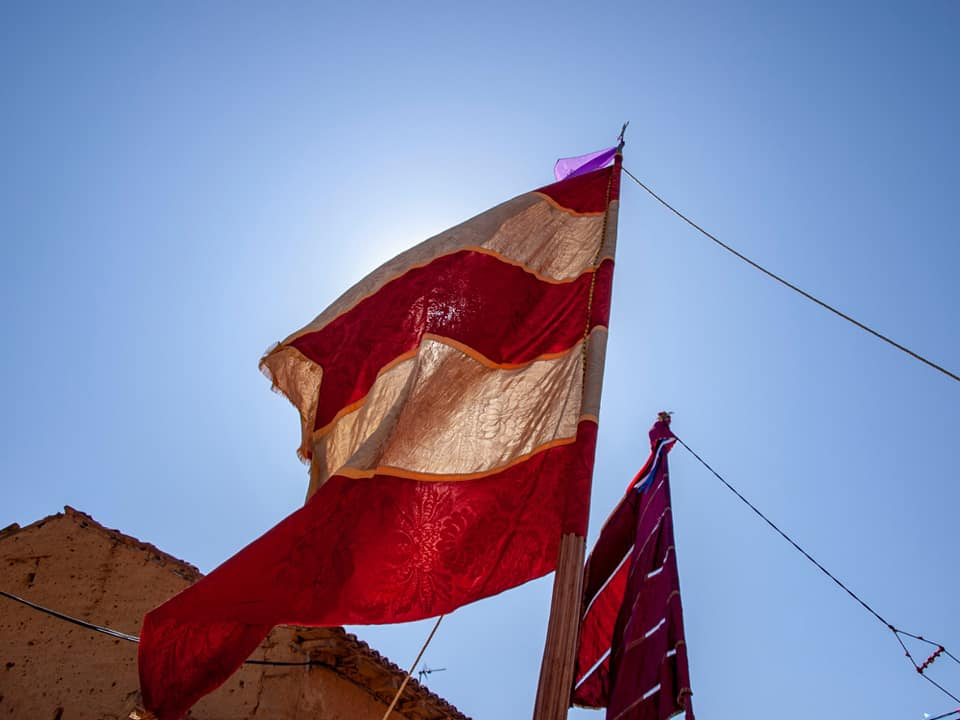
Pendón de Alcuetas.

Las fiestas del pueblo se celebran el último fin de semana de agosto, contando con actividades, como música, juegos, teatros o actividades deportivas así como chocolatada el viernes por la noche y chorizada el domingo por la tarde. 
También destaca la procesión que se realiza el sábado por la mañana en la que se recorren las calles del pueblo con la Virgen de la Natividad y el Pendón Concejil.

## Monumentos y lugares de interés

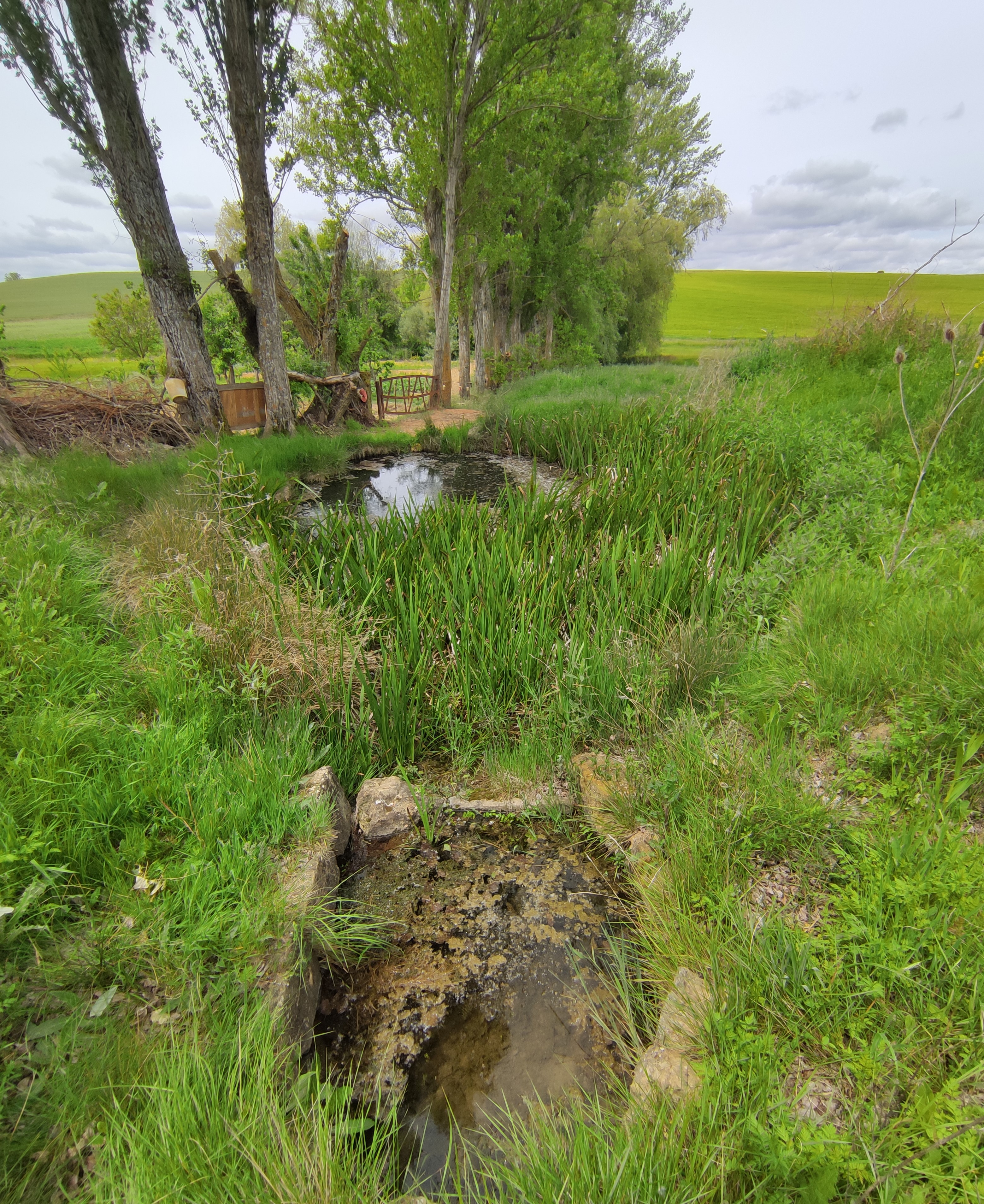
Fuente de Las Palomas.

- Castillo de Alcuetas: Es una pequeña fortaleza localizada en el fondo de valle que tenía las funciones de residencia palaciega más bien que de fuerte defensivo.

Fue variando sus usos desde su construcción como residencia, a establo para el ganado en el piso de abajo.
En 2018 se comenzó su remodelación con una inversión de 200.000 euros, aportados mayormente por la diputación de León y en menor medida por el ayuntamiento de Villabraz.
- Iglesia de la Natividad: Templo de carácter religioso de pequeñas dimensiones ya que su planta se limita a una sola nave. Está coronada con una espadaña de ladrillo típica en la comarca.

Tiene dos campanas grandes, dañadas por el paso del tiempo y una pequeña más arriba, que es la que se hace sonar actualmente.
Esta espadaña estuvo sometida a unas pequeñas labores de limpieza y mantenimiento del ladrillo, por lo que su aspecto actual ha mejorado.
- Casa Grande: Casona o palacio en las lindes del pueblo. Una de sus paredes se derrumbó en 2010.[4]

- Patrimonio natural: La localidad tiene en sus alrededores una serie de fuentes y piñones que demuestran la riqueza hídrica del lugar. Y es que al ubicarse en el fondo del valle, Alcuetas posee esta peculiaridad poco común en la comarca.

El agua de estas fuentes era aprovechada antiguamente para el riego de huertas, abrevadero de ganado y para lavar mediante la construcción de piñones, pozas y lavaderos en los que se acumulaba el agua.